# Joseba Díez Antxustegi
Joseba Díez Antxustegi (Vitoria, Álava, 11 de octubre de 1992) es un abogado y político español de ideología nacionalista vasca.
Actualmente es diputado del Parlamento Vasco por el Partido Nacionalista Vasco (PNV) y el portavoz del Grupo Parlamentario EA-NV en el Parlamento Vasco.
En su juventud fue portero del equipo de fútbol Deportivo Alavés B. 

## Biografía
Estudió el grado en Derecho en la Universidad del País Vasco (2010-2014). Posteriormente, cursó el máster en abogacía en el Ilustre Colegio de la Abogacía Alavesa (Escuela de Práctica Jurídica) (2014-2015). Tras superar la prueba de acceso a la abogacía, obtuvo el título de abogado y ejerció la abogacía en la empresa privada. Es colegiado del Ilustre Colegio de la Abogacía Alavesa.
Entre 2016 y 2019 fue asesor jurídico del Ayuntamiento de Vitoria, bajo el mandato de Gorka Urtaran.

## Trayectoria política
Es miembro del Partido Nacionalista Vasco (PNV) desde los dieciocho años. Entre los años 2012 y 2016 fue miembro de la ejecutiva de Euzko Gaztedi (EGI) de Álava.
En el año 2019 se convirtió en diputado del Parlamento Vasco por el Partido Nacionalista Vasco (PNV), en sustitución de Ana Oregi Bastarrika. En las elecciones al parlamento vasco de 2020 revalidó su escaño. Dejó su escaño en el Parlamento Vasco en 2023 para ser juntero a Juntas Generales de Álava, siendo sustituido por Gerardo Bengoa Férnandez de Gobeo.
En las elecciones a las Juntas Generales del País Vasco de 2023, fue cabeza de lista como juntero a Juntas Generales de Álava, por la circunscripción de Tierras Esparsas. Fue nombrado portavoz del grupo parlamentario foral Nacionalistas Vascos.
En las elecciones al parlamento vasco de 2024 fue cabeza de lista del PNV por Álava y volvió a salir electo diputado del Parlamento Vasco.
Desde el año 2024 es el portavoz del Grupo Parlamentario EAJ-PNV en el Parlamento Vasco.